# Artabotrys intermedius
Artabotrys intermedius är en kirimojaväxtart som beskrevs av Justus Carl Hasskarl. Artabotrys intermedius ingår i släktet Artabotrys och familjen kirimojaväxter. Inga underarter finns listade i Catalogue of Life.